# شهزاده

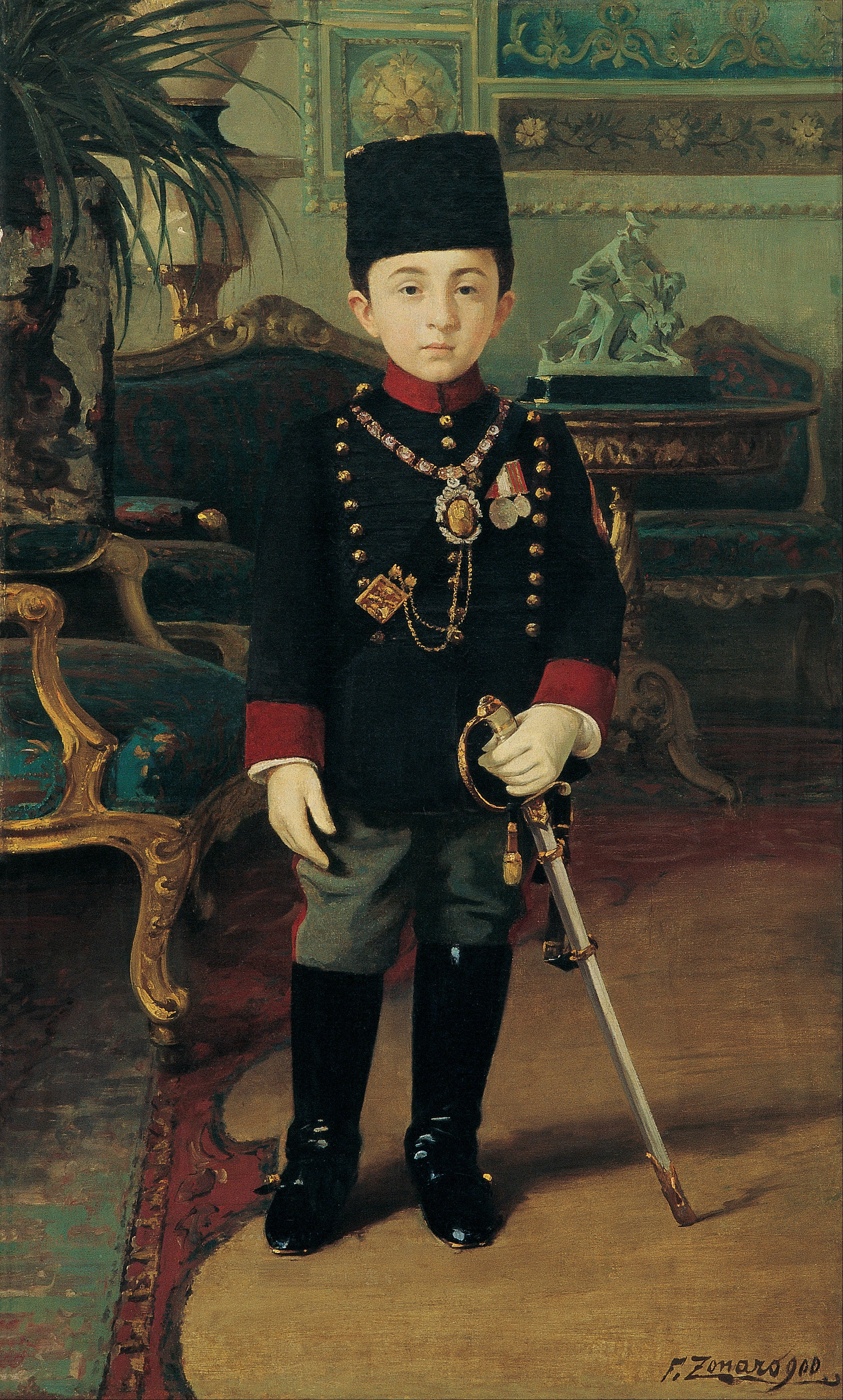
پرترهٔ «شهزاده عبدالرحیم افندی» اثر فائوستو زونارو در ۱۹۰۱ میلادی که عبدالرحیم افندی، پسر ۷ سالهٔ سلطان عبدالحمید دوم را نشان می‌دهد.

شِهْزاده (به ترکی عثمانی: شہزاده‎، به ترکی استانبولی: Şehzade) یک عنوان سلطنتی ترکی به معنای «پسر شاه» است که به‌صورت عنوان رسمی پسران سلاطین در امپراتوری عثمانی به‌کار می‌رفت. این عنوان با شاهپور در فارسی و پرنس (به انگلیسی: Prince) در زبان‌های اروپایی برابر است.

## واژه‌شناسی
عنوان «شهزاده» از واژهٔ پارسی شاهزاده به معنای «فرزند شاه» گرفته شده است که تبدیل به عنوان رسمی پسران سلاطین عثمانی شد. در واقع، تمام افراد مذکر خاندان عثمانی که سلطان نبودند، شهزاده محسوب می‌شدند. این عنوان در میان سلاطین دهلی و گورکانیان هند نیز وجود داشت. همهٔ آنها اگرچه منشأ هندی یا ترکی داشتند، اما به شدت متأثر از زبان و فرهنگ پارسی بودند. در خطاب رسمی، این عنوان (مانند عنوان سلطان) پیش از نام اشخاص استفاده می‌شد و نشان‌دهندهٔ امتیاز خانوادگی آنها در عثمانی بود. تا پیش از سلطنت محمد دوم، پسران سلاطین عثمانی از عنوان «چلبی» استفاده می‌کردند.

## پرورش شهزاده‌ها

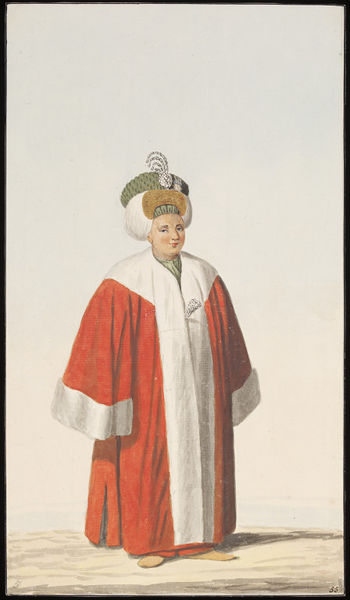
نگاره‌ای از یک شهزاده عثمانی

تربیت شاهزادگان در دولت عثمانی از زمان تأسیس آن، از اهمیت زیادی برخوردار بود. دلیل اصلی آن بود که هر شاهزاده‌ای که بر تخت می‌نشست و سلطان می‌شد، ادارهٔ مطلق تمام امور کشور را به دست می‌گرفت. دوره‌های آموزشی شاهزادگان در طول زمان دستخوش تغییرات مختلفی شدند؛ در آغاز، شاهزادگان از کودکی تحت تربیت دایه‌ها قرار می‌گرفتند و از سن ۱۱ تا ۱۵ سالگی به مکتب فرستاده می‌شدند تا خواندن، نوشتن، قرآن و علوم دینی پایه و همچنین مهارت‌های رزمی و اسب سواری بیاموزند. پس از پایان آموزش ابتدایی در ۱۵ سالگی، هر شهزاده به یک سنجاق (ولایت) فرستاده می‌شد تا به سرعت با امور حکومت‌داری آشنا شود. این شیوه در زمان سلطان احمد یکم منسوخ شد و بدین شکل محمد سوم آخرین سلطانی بود که زمانی به عنوان یک شهزاده به سنجاق فرستاده شده بود. مهم‌ترین دلیل رقابت میان شهزادگان برای تاج و تخت، این بود که هیچ سیستم جانشینی برای رسیدن به سلطنت وجود نداشت. به عبارت دیگر، در ابتدا هر شهزاده‌ای (حتی پسران سلاطین سابق) این حق را داشت که سلطان شود؛ تا اینکه سلطان مراد یکم حق سلطنت را به شخص سلطان و پسرانش محدود کرد. اما پس از آن رقابت میان شهزادگان برادر ادامه یافت.

## خشونت
سلطان محمد دوم پس از اعدام بیشتر خویشاوندان مذکر خود، قانون مشهورش برای پایان دادن به تهدید شهزاده‌ها را صادر کرد: «و هر کس از فرزندان من که سلطانی به او رسد، شایسته است که برای نظم جهان برادران خود را بکشد. بیشتر علما این اجازه را می‌دهند. پس بگذارید آنان چنین کنند...» از آن به بعد، هر سلطان جدیدی با کشتن تمام خویشاوندان مرد خود تاج و تخت را به دست می‌گرفت. در این دوران شهزاده‌ها اغلب قربانی قتل عام یا جنگ با یکدیگر می‌شدند. سیاست برادرکشی پس از مرگ ناگهانی احمد یکم کنار گذاشته شد. در عوض سیستم قفس پیاده شد که در آن، وارثان احتمالی تاج و تخت برای همیشه در آپارتمان‌های ویژه‌ای در کاخ توپکاپی به نام «قفس» محبوس می‌شدند. یک شهزاده ممکن بود تمام عمر خود را در قفس بگذراند و دائماً توسط نگهبانان تحت نظر باشد که موجب از دست رفتن تعادل روانی آنها می‌شد.